# Festival international du film d'animation d'Annecy 2016

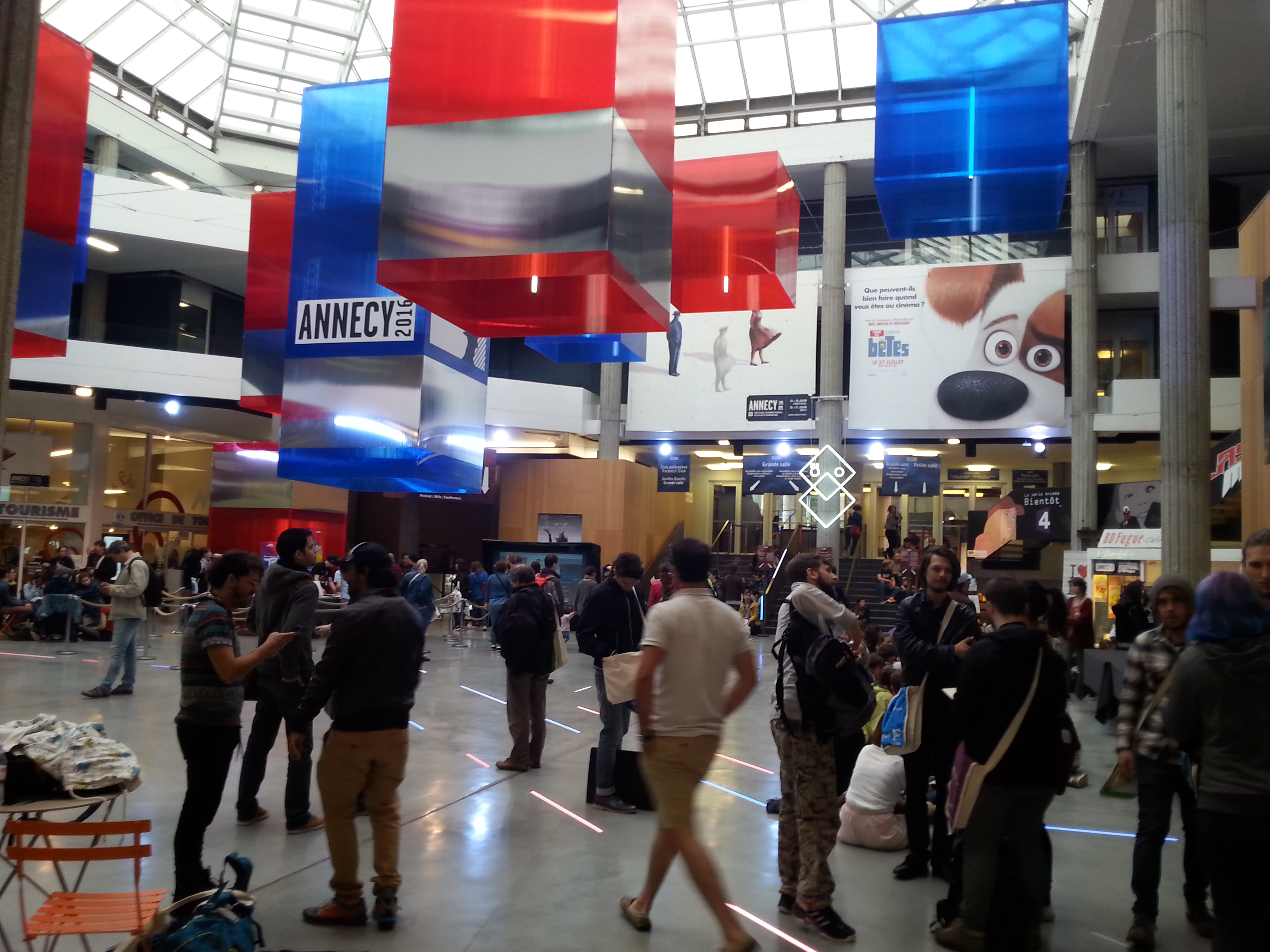
Le centre culturel de Bonlieu décoré à l'occasion du festival.

Le Festival international du film d'animation d'Annecy 2016, 40e édition du festival, s'est déroulé du 13 au 18 juin 2016. Le pays à l'honneur lors de cette édition est la France.

## Jury

### Longs métrages
- Tiphaine de Raguenel, directrice exécutive de France 4 et directrice des activités jeunesse  France
- Bruno Coulais, compositeur  France
- Sarah Smith, productrice, scénariste et réalisatrice  Royaume-Uni

### Courts métrages
- Brenda Chapman, réalisatrice et scénariste  États-Unis
- Éric Libiot, rédacteur en chef culture de L'Express et directeur de la rédaction de Studio Ciné Live  France
- Shuzo John Shiota, producteur  Japon

### Films de télévision et de commande
- Cédric Babouche, scénariste et réalisateur  France
- Nana Janelidze, réalisatrice, scénariste et productrice  Géorgie
- Andrea Miloro, productrice  États-Unis

### Films de fin d'études et courts métrages Off-Limits
- Jalal Maghout, réalisateur  Syrie
- Wiktoria Pelzer, chargée de programmation  Autriche
- Cecilia Traslaviña, enseignante à l'Université pontificale Javeriana  Colombie

## Intervenants

### Avant-première
- Guillermo del Toro pour Trollhunters
- Dominique Frot et Jean-François Laguionie pour Louise en hiver
- Lindsey Collins et Andrew Stanton pour Le Monde de Dory
- Chris Prynoski pour Nerdland
- Eiichi Yamamoto pour Belladonna
- Chris Renaud et Yarrow Cheney pour Comme des bêtes
- Michaël Dudok De Wit pour La Tortue rouge
- Alan Barillaro et Marc Sondheimer pour Piper
- Bruno Chauffard pour Minions en herbe
- Leo Matsuda et Sean Lurie pour Inner Workings

### Présentations de films futurs
- Ron Clements et John Musker pour Vaiana : La Légende du bout du monde et Inner Workings
- Mike Thurmeier, Lori Forte et Élie Semoun pour L'Âge de glace : Les Lois de l'Univers
- Jerome Mazandarani, Masao Maruyama et Maki Taro pour Dans un recoin de ce monde
- Arnaud Bouron et Antoon Krings pour Drôles de petites bêtes
- Ahn Jae-hoon, Frances Yoo et Chang Eun-bi pour Le Portrait d'une femme chamane
- Christian Ronget et Michel Cortey pour Sahara
- Henri Magalon, Arthur de Pins et Alexis Ducord pour Zombillénium
- Didier Creste, Laurent Sarfati, Bastien Vivès et Didier Borg pour Lastman
- Benjamin Renner, Damien Brunner et Didier Brunner pour Le Grand Méchant Renard et autres contes
- Genndy Tartakovsky pour Samouraï Jack
- Brad Lewis pour Cigognes et Cie

### Making-of
- David Alric, Yves Bigerel, Alexis Beaumont et Julien Daubas pour Les Kassos
- Matthew Senreich, Tom Root, Marge Dean et Zeb Wells pour Robot Chicken

### Conférences
- Guillaume Hellouin pour Anatomie de studios
- Alice Delalande pour Du long métrage à la série TV
- Michel Nicolas, Chloé Jarry, Mark Davies et Felix Massie pour Enjeux de la réalité virtuelle
- Hal Hickel pour VFX
- Bruno Coulais pour Musique et animation
- Guillermo del Toro pour Guillermo del Toro, Maître du storytelling
- John Kricfalusi pour Créateur et producteur de dessins animés
- Peter Lord, David Sproxton et Jan Pinkava
- Eamonn Butler
- Anthony Roux
- Jack Lang, Marc du Pontavice, Jacques Bled et Kristof Serrand pour Table ronde autour de l'ouvrage de Dominique Puthod : "Le Festival international du film d'animation : 50 ans d'une histoire animée"

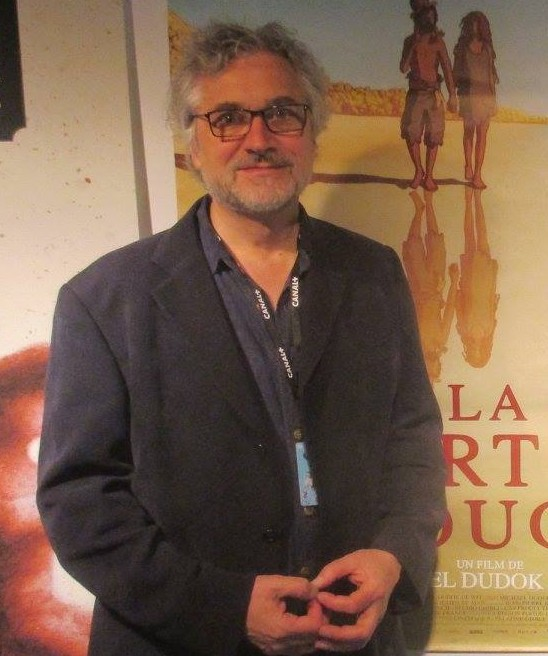
Michaël Dudok De Wit
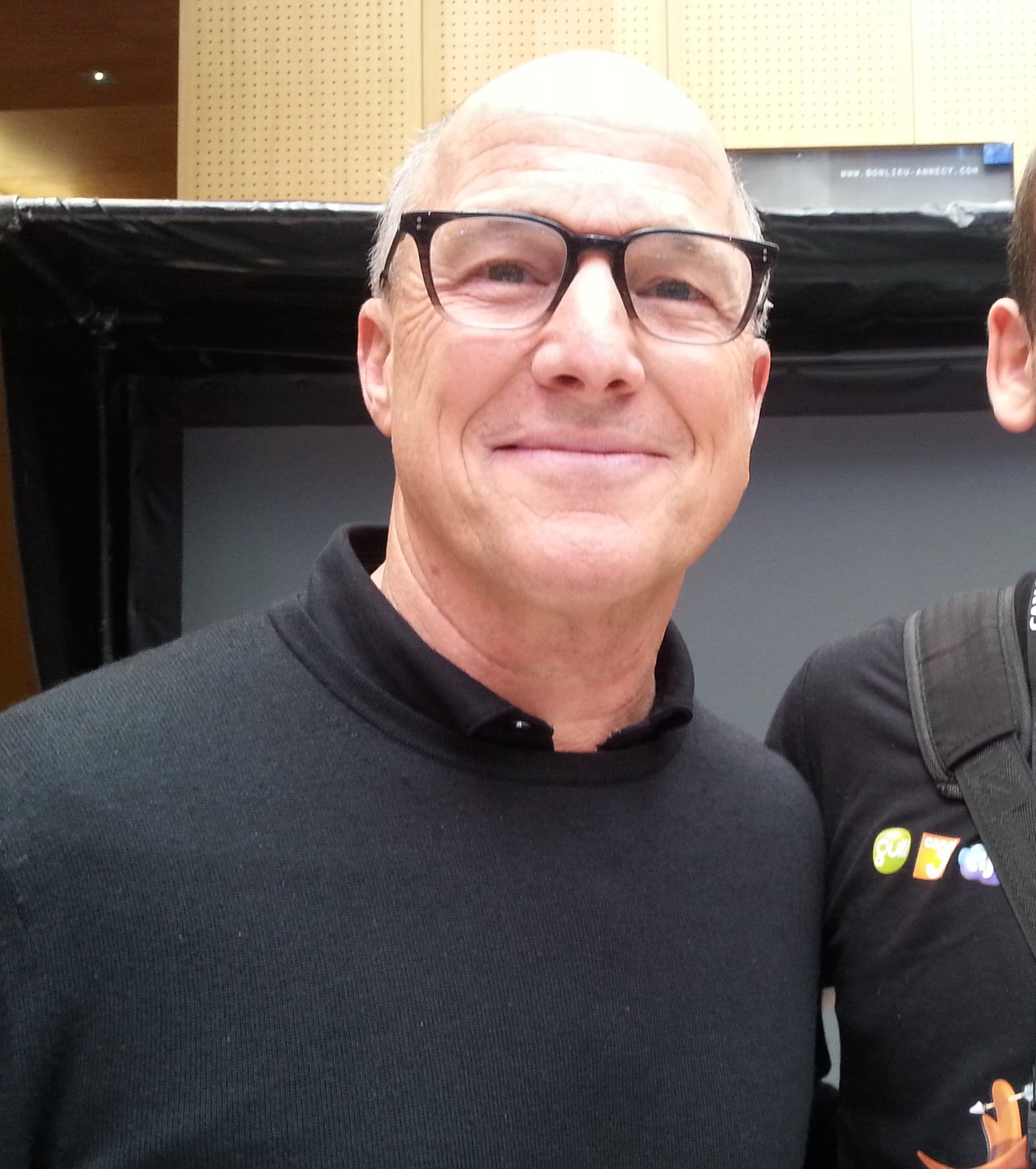
Brad Lewis
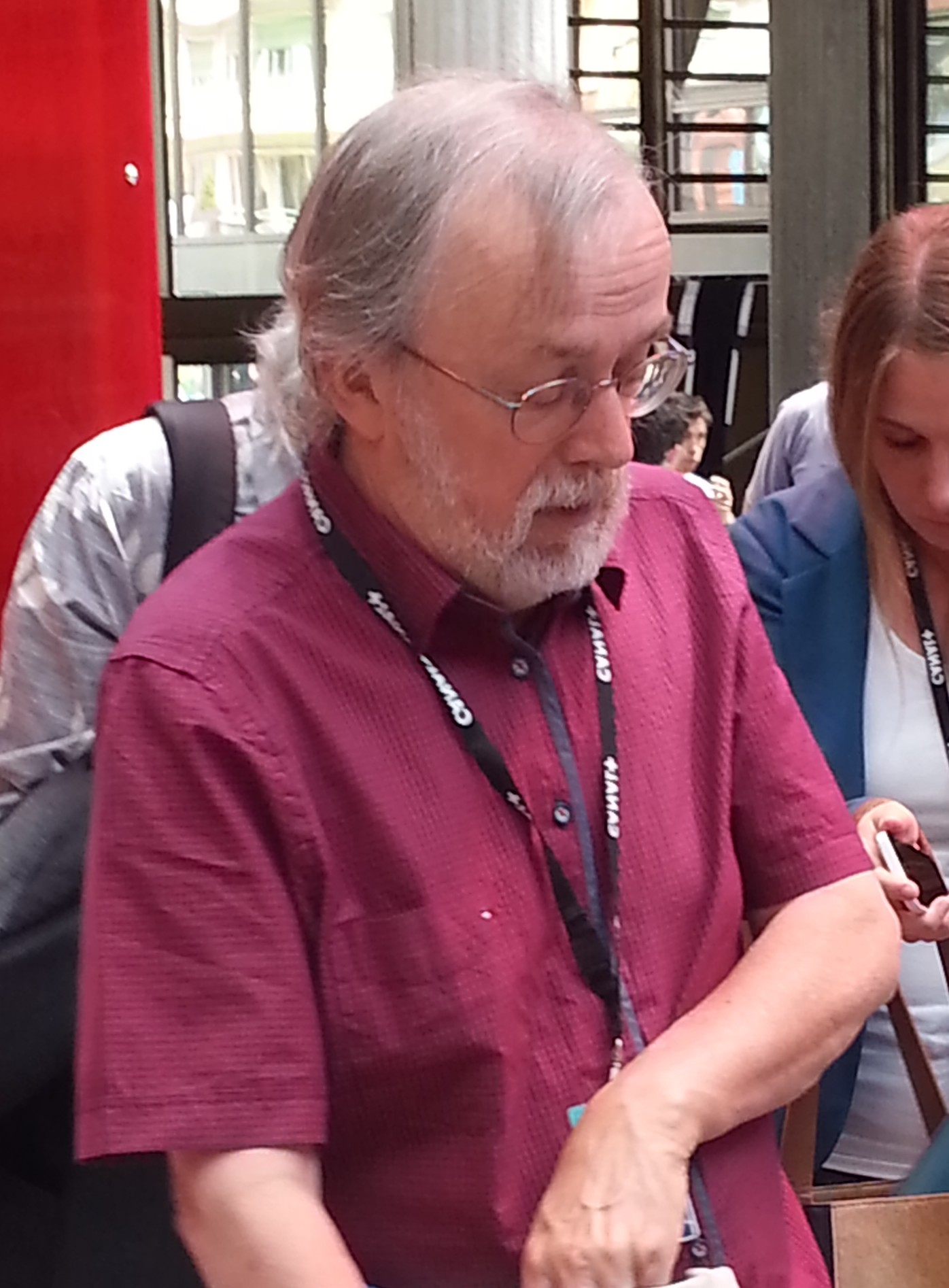
Peter Lord
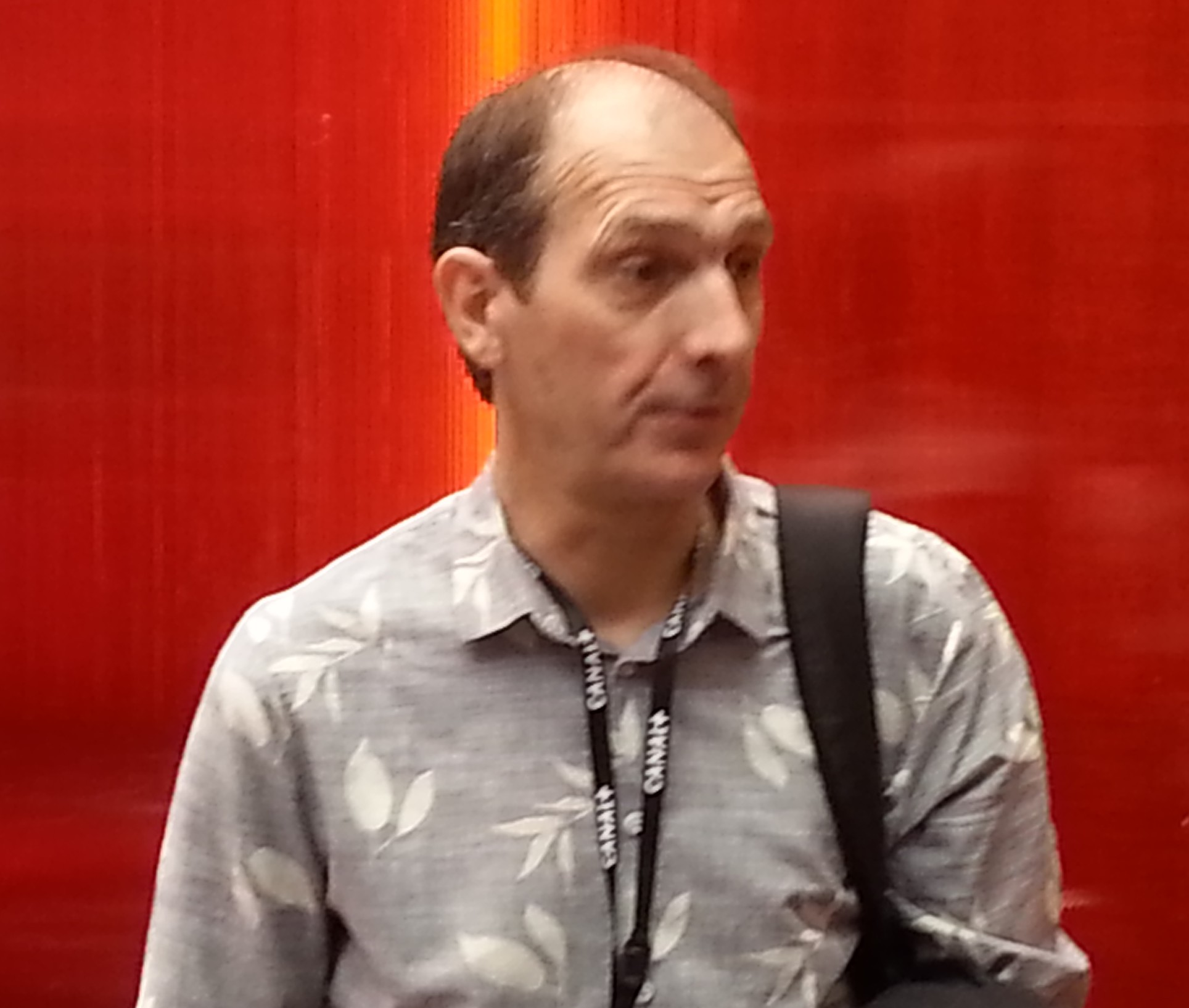
David Sproxton
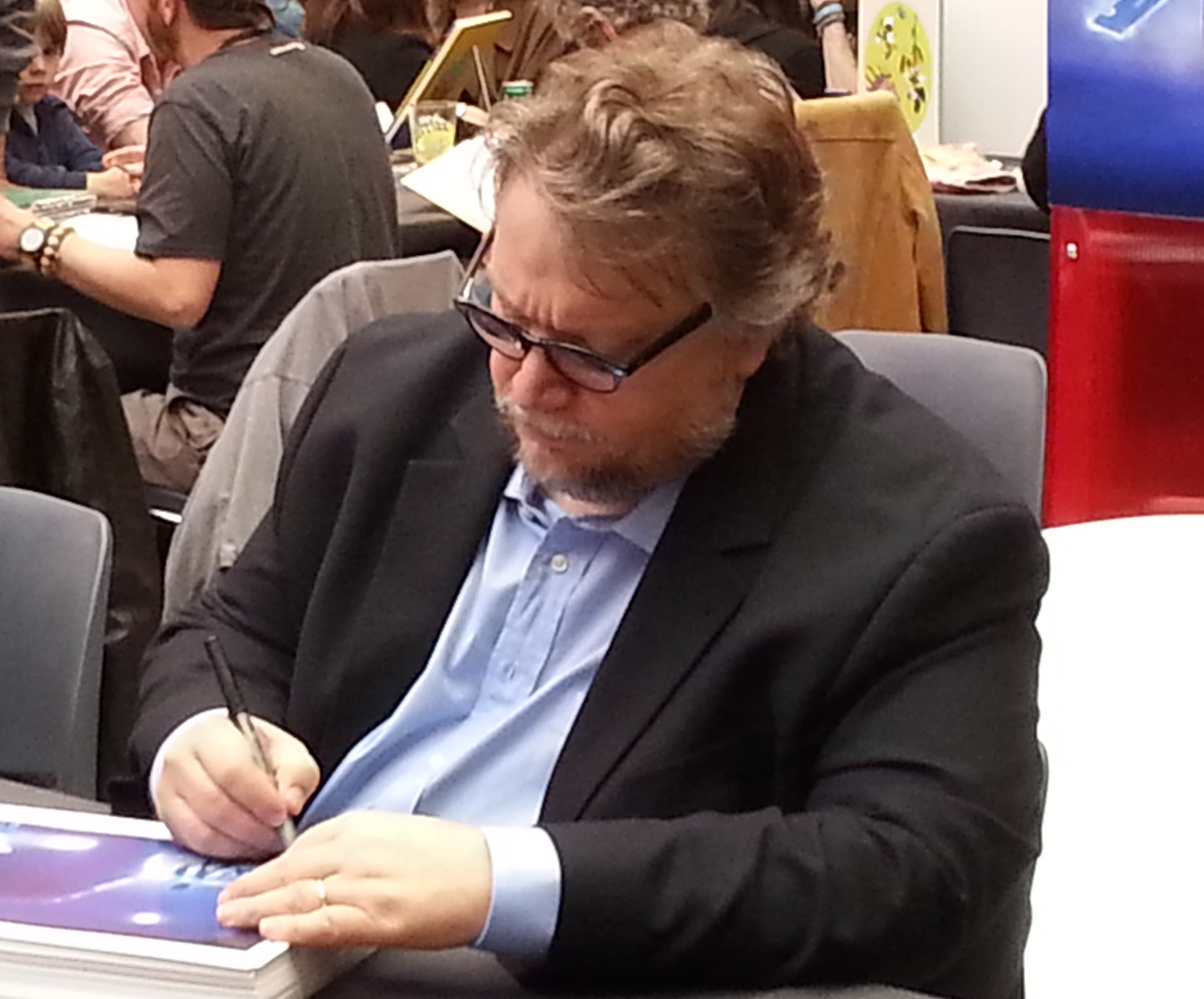
Guillermo del Toro
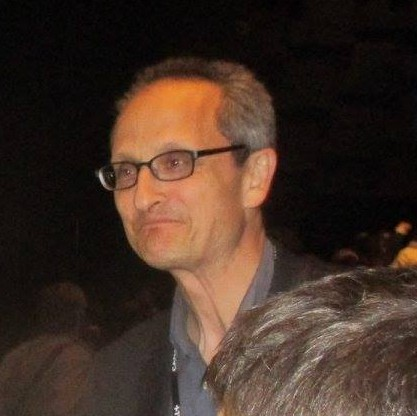
Jan Pinkava
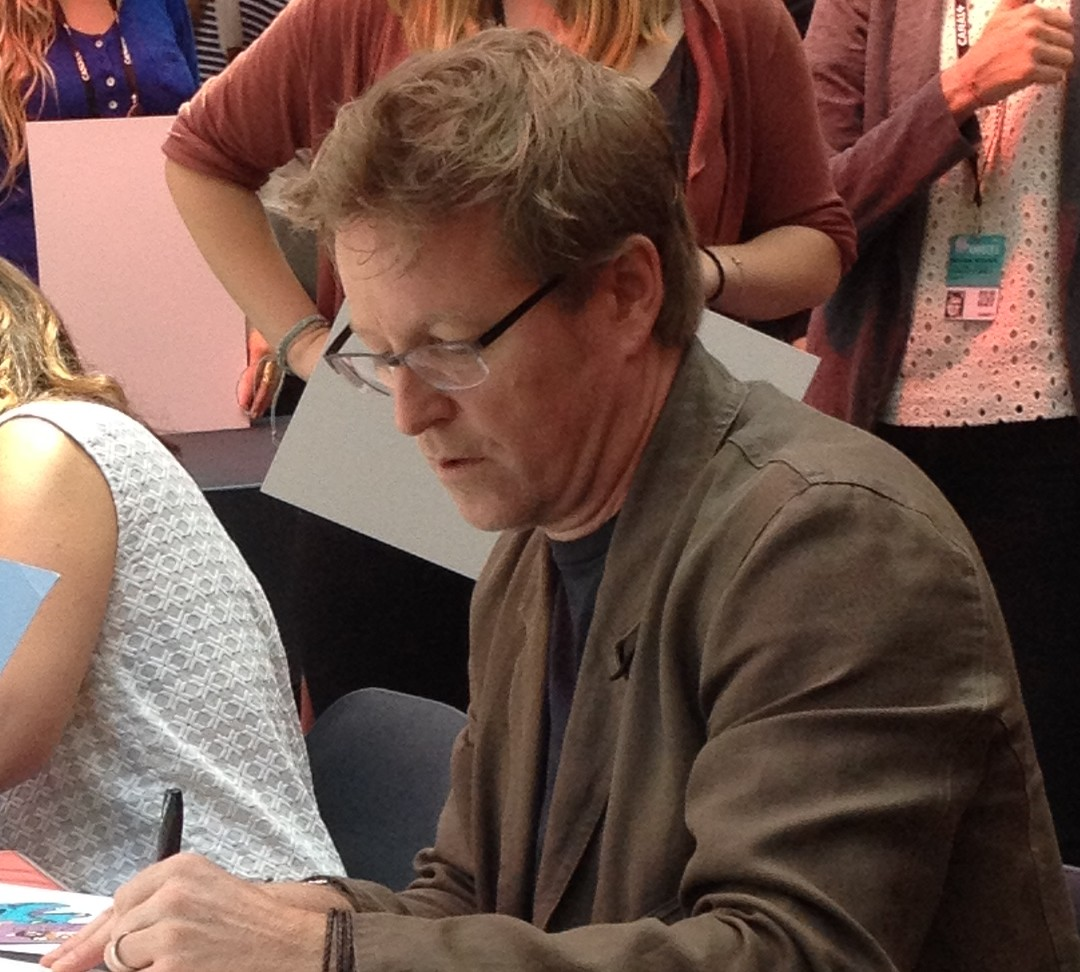
Andrew Stanton
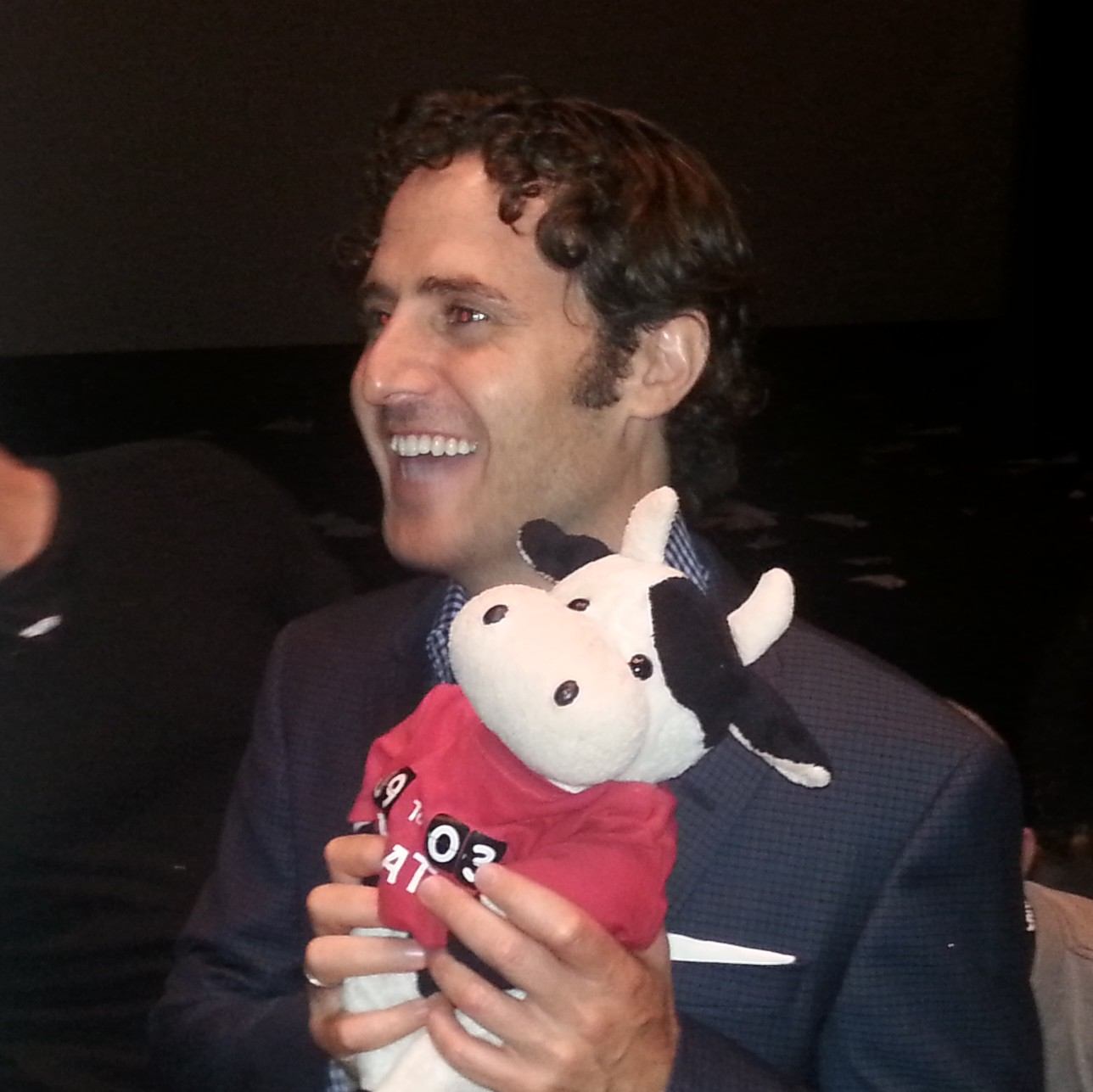
Alan Barillaro
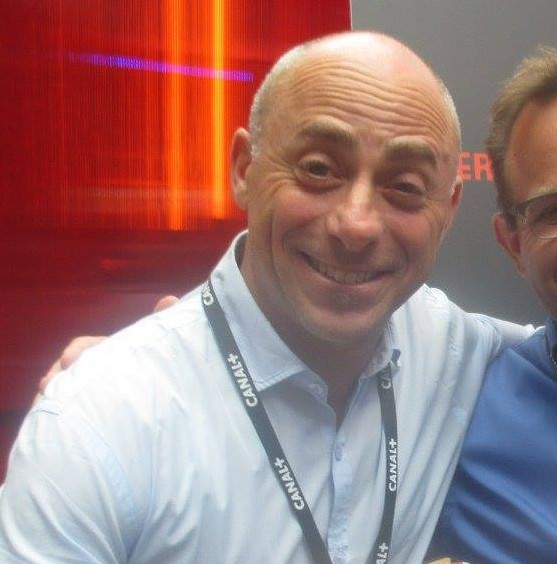
Mark Sondheimer
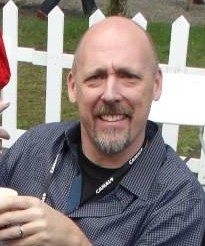
Chris Renaud
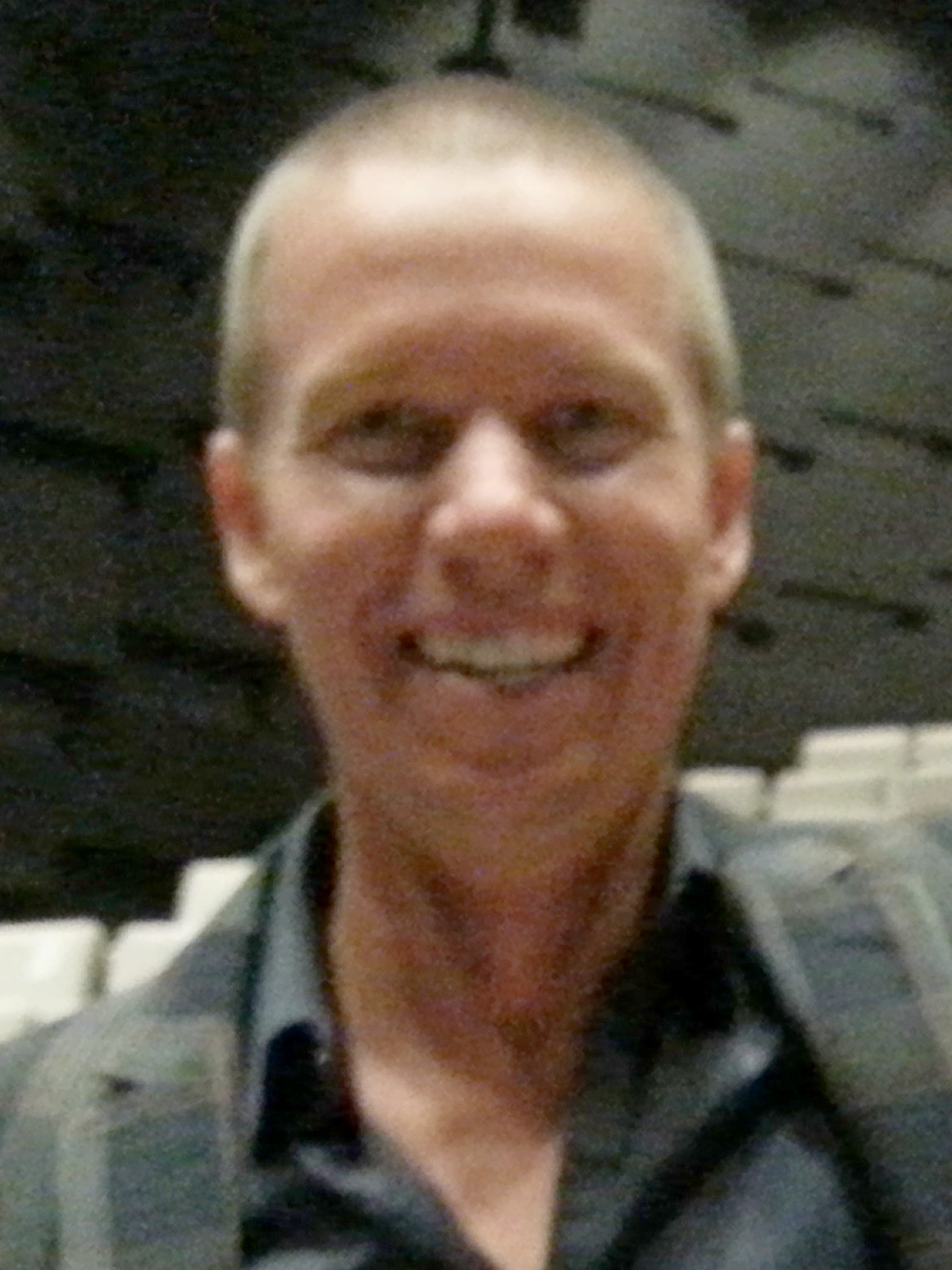
Yarrow Cheney
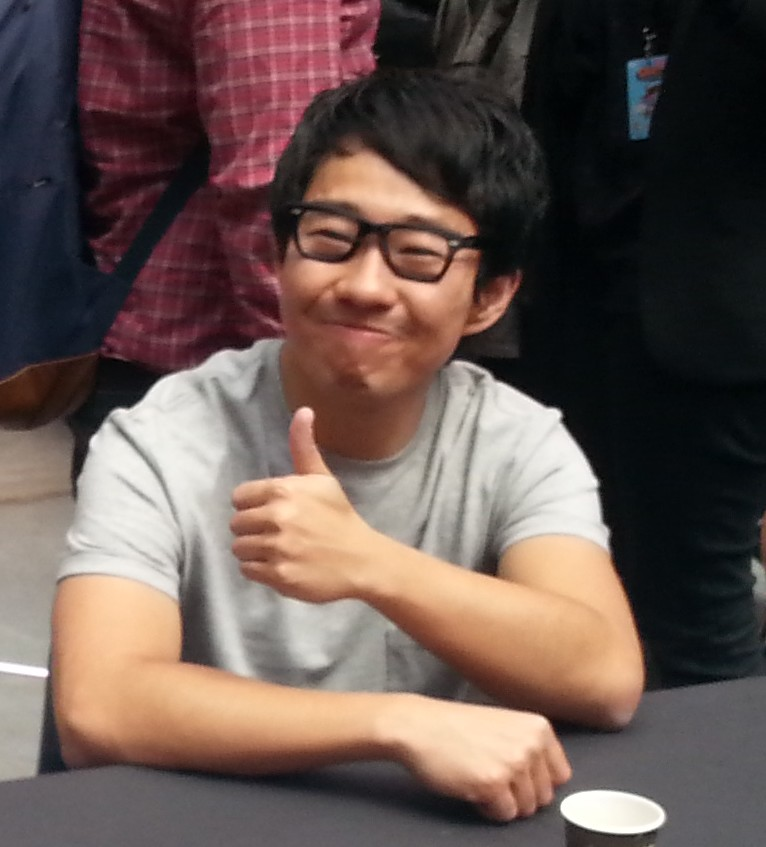
Leo Matsuda
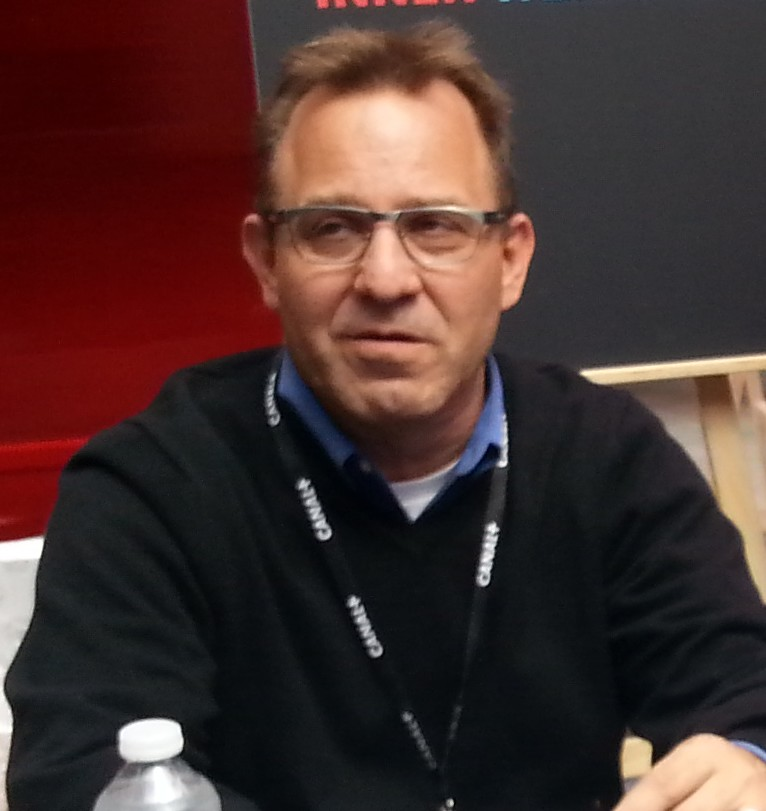
Sean Lurie
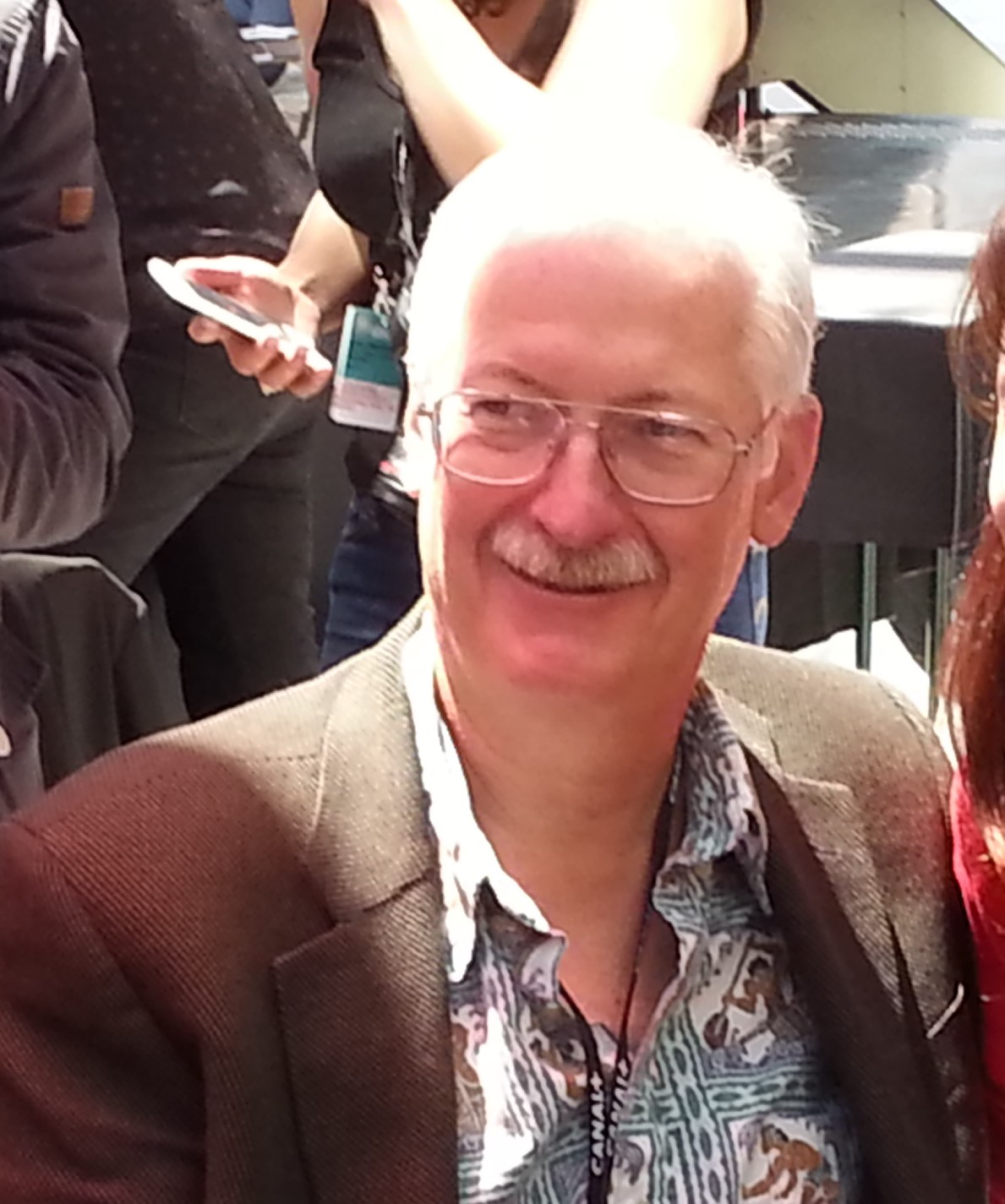
John Musker
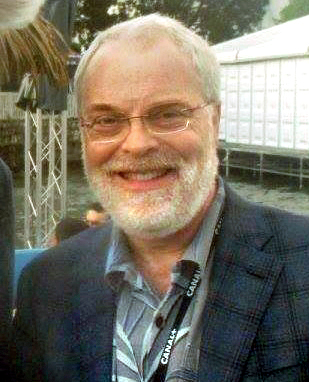
Ron Clements
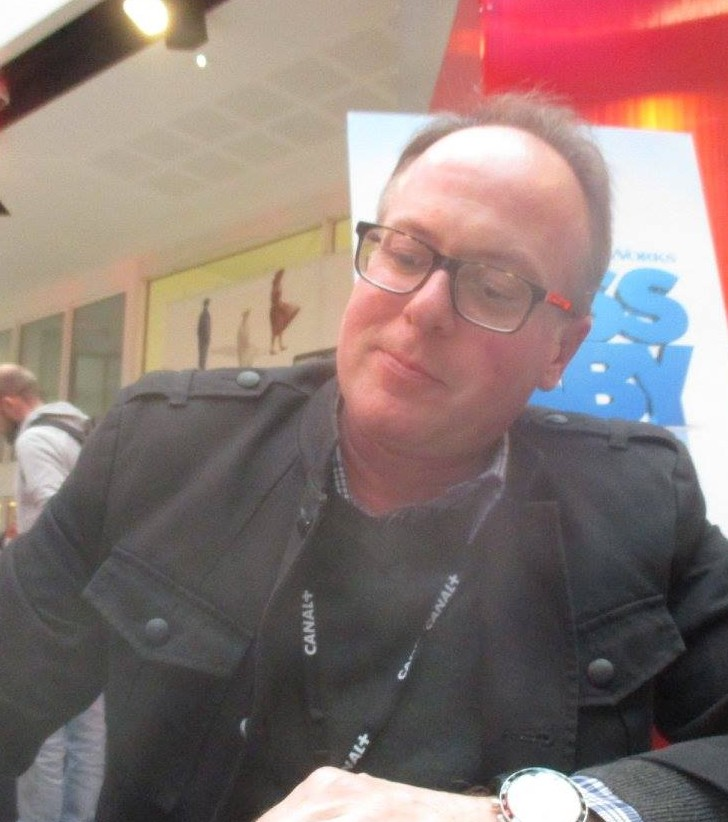
Tom McGrath
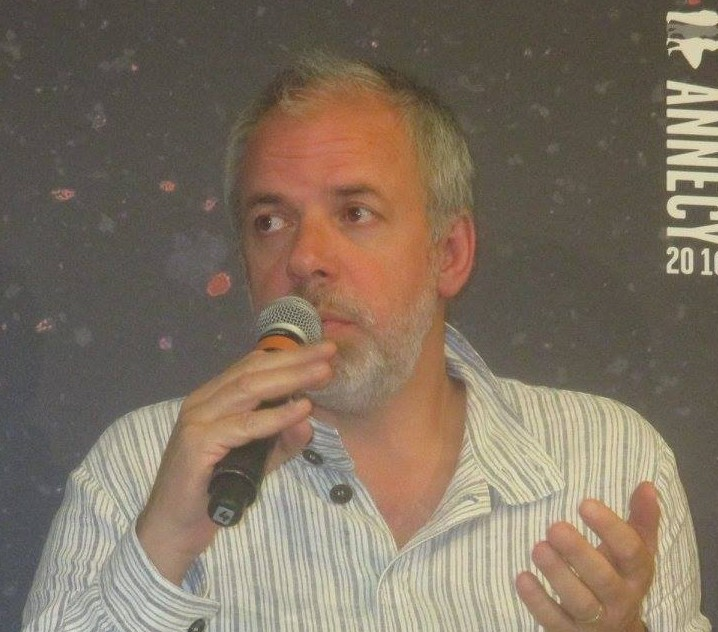
Marc du Pontavice

## Dédicaces
- Alan Barillaro et Marc Sondheimer pour Piper
- Andrew Stanton et Lindsey Collins pour Le Monde de Dory
- Anthony Roux pour Dofus, livre 1 : Julith
- Antoon Krings pour Drôles de petites bêtes
- Benjamin Renner pour Le Grand Méchant Renard
- Bruno Coulais
- Cédric Babouche
- Chris Prynoski et Antonio Canobbio pour Nerdland
- Guillermo del Toro pour Trollhunters
- Jean-François Laguionie et Dominique Frot pour Louise en hiver
- Chris Renaud et Yarrow Cheney pour Comme des bêtes
- John Musker et Ron Clements pour Vaiana : La Légende du bout du monde
- Kendal Cronkhite pour Les Trolls
- Leo Matsuda et Sean Lurie pour Inner Workings
- Michaël Dudok De Wit pour La Tortue rouge
- Mike Thurmeier et Lori Forte pour L'Âge de glace : Les Lois de l'Univers
- Michèle Lemieux
- Peter Lord et David Sproxton
- Tom McGrath pour The Boss Baby
- Xavier Kawa-Topor
- Yves Bigerel, Alexis Beaumont et Julien Daubas pour Les Kassos
- Zeb Wells, Matthew Senreich et Tom Root pour Robot Chicken

## Sélection

### Longs métrages

#### En compétition
| Titre                     | Réalisation                               | Pays             |
| ------------------------- | ----------------------------------------- | ---------------- |
| 25 April                  | Leanne Pooley et Matthew Metcalfe         | Nouvelle-Zélande |
| La Guerre des tuques      | Jean-François Pouliot et François Brisson | Canada           |
| La Jeune Fille sans mains | Sébastien Laudenbach                      | France           |
| Ma vie de Courgette       | Claude Barras                             | France et Suisse |
| Nuts!                     | Penny Lane                                | États-Unis       |
| Psiconautas               | Pedro Rivero et Alberto Vazquez           | Espagne          |
| Seoul Station             | Yeon Sang-ho                              | Corée du Sud     |
| Sheep and Wolves          | Maxim Volkov                              | Russie           |
| Window Horses             | Ann Marie Fleming                         | Canada           |

#### Hors compétition
| Titre                                        | Réalisation                                         | Pays                |
| -------------------------------------------- | --------------------------------------------------- | ------------------- |
| Bad Cat                                      | Mehmet Kurtuluş et Ayse Ünal                        | Turquie             |
| Bilal                                        | Aiman Jamal et Khurram H. Alavi                     | Émirats arabes unis |
| Objectif Lune Atrapa la bandera              | Enrique Gato                                        | Espagne             |
| Gamba                                        | Tomohiro Kawamura, Yoshihiro Komori et Yoichi Ogawa | Japon               |
| Kai                                          | Sung Gang Lee                                       | Corée du Sud        |
| Manang Biring                                | Carl Joseph Papa                                    | Philippines         |
| Monkey King: Hero Is Back                    | Tian Xiaopeng                                       | Chine               |
| Pat and Mat                                  | Marek Benes                                         | République tchèque  |
| Regular Show, le film                        | J. G. Quintel                                       | États-Unis          |
| Jun, la voix du cœur The Anthem of the Heart | Tatsuyuki Nagai                                     | Japon               |
| Un rêve solaire                              | Patrick Bokanowski                                  | France              |

### Courts métrages

#### En compétition
| Titre                                                                                         | Réalisation                                | Pays                   |
| --------------------------------------------------------------------------------------------- | ------------------------------------------ | ---------------------- |
| 'n Gewone blou Maandagoggend                                                                  | Naomi van Niekerk                          | Afrique du Sud         |
| « Parade » de Satie                                                                           | Koji Yamamura                              | Japon                  |
| 4 minutes 15 au révélateur                                                                    | Moïa Jobin-Paré                            | Canada                 |
| A Coat Made Dark                                                                              | Jack O'Shea                                | Irlande                |
| Accidents, Blunders and Calamities                                                            | James Cunningham                           | Nouvelle-Zélande       |
| Bambustempelstrasse                                                                           | Baoying Bilgeri                            | Allemagne              |
| Beast!                                                                                        | Pieter Coudyzer                            | Belgique               |
| Beer                                                                                          | Nerdo                                      | Italie                 |
| Before Love                                                                                   | Igor Kovalyov                              | Russie                 |
| Café froid                                                                                    | Stéphanie Lansaque et François Leroy       | France                 |
| Chemin de géants Caminho dos gigantes                                                         | Alois Di Leo                               | Brésil                 |
| Celui qui a deux âmes                                                                         | Fabrice Luang-Vija                         | France                 |
| Decorado                                                                                      | Alberto Vázquez                            | Espagne et France      |
| Dernière porte au sud                                                                         | Sacha Feiner                               | Belgique et France     |
| L'Histoire du renard, qui a perdu sa raison Die Geschichte vom Fuchs, der den Verstand verlor | Christian Asmussen et Matthias Bruhn       | Allemagne              |
| e:e:e:e:e:                                                                                    | Brandon Blommaert                          | Canada                 |
| Le Roi des aulnes Erlkönig                                                                    | Georges Schwizgebel                        | Suisse                 |
| Estate                                                                                        | Ronny Trocker                              | Belgique et France     |
| Gaidot Jauno gadu                                                                             | Vladimir Leschiov                          | Lettonie               |
| Ginny                                                                                         | Jirkuff Susi                               | Autriche               |
| How Long, Not Long                                                                            | Michelle et Uri Kranot                     | Danemark               |
| If You Say Something See Something                                                            | Gina Kamentsky                             | États-Unis             |
| Il était trois fois                                                                           | Julie Rembauville et Nicolas Bianco-Levrin | France                 |
| Journal animé                                                                                 | Donato Sansone                             | France                 |
| Brisé Kaputt                                                                                  | Volker Schlecht et Alexander Lahl          | Allemagne              |
| La Soupe au caillou                                                                           | Clémentine Robach                          | Belgique et France     |
| Le Bruit du gris                                                                              | Vincent Patar et Stéphane Aubier           | Belgique et France     |
| Linnugripp                                                                                    | Priit Tender                               | Estonie                |
| Mamie                                                                                         | Janice Nadeau                              | Canada et France       |
| Moms on Fire                                                                                  | Joanna Rytel                               | Suède                  |
| Moroshka                                                                                      | Polina Minchenok                           | Russie                 |
| Mr Sand                                                                                       | Soetkin Verstegen                          | Danemark et Belgique   |
| Nœvus                                                                                         | Samuel Yal                                 | France                 |
| One Minute Art History                                                                        | Shu Cao                                    | Chine                  |
| Peripheria                                                                                    | David Coquard-Dassault                     | France                 |
| Piano                                                                                         | Kaspar Jancis                              | Estonie                |
| Planemo                                                                                       | Veljko Popovic                             | Croatie                |
| Plein été                                                                                     | Josselin Facon                             | France                 |
| Self                                                                                          | Claudia Larcher                            | Autriche               |
| Spoon                                                                                         | Markus Kempken                             | Allemagne              |
| Squame                                                                                        | Nicolas Brault                             | Canada                 |
| Stems                                                                                         | Ainslie Henderson                          | Royaume-Uni            |
| Suijungenten                                                                                  | Ryo Orikasa                                | Japon                  |
| The Dancing Line                                                                              | Shelley Dodson                             | États-Unis             |
| La Chambre vide The Empty                                                                     | Jeong Dahee                                | Corée du Sud et France |
| The Great Escape                                                                              | Wei Keong Tan                              | Singapour              |
| The Reflection of Power                                                                       | Mihai Grecu                                | Roumanie               |
| The Sparrow's Flight                                                                          | Tom Schroeder                              | États-Unis             |
| Tracheal Shave                                                                                | Gina Kamentsky                             | États-Unis             |
| Une tête disparaît                                                                            | Franck Dion                                | Canada et France       |
| Vaysha, l'aveugle                                                                             | Theodore Ushev                             | Canada                 |
| Wall Dust                                                                                     | Haiyang Wang                               | Chine                  |
| Waves '98                                                                                     | Ely Dagher                                 | Liban                  |
| Yalda                                                                                         | Roshanak Roshan                            | France                 |

#### Hors compétition
| Titre                                                                             | Réalisation                        | Pays                  |
| --------------------------------------------------------------------------------- | ---------------------------------- | --------------------- |
| Amore d'inverno                                                                   | Isabel Herguera                    | Espagne et Italie     |
| Behind the Schoolbag                                                              | Chunyu Ho                          | Hong Kong             |
| Bloody Dairy                                                                      | Min Liu                            | États-Unis et Taïwan  |
| Le Grand Courbe Bøygen                                                            | Kristian Pedersen                  | Norvège               |
| Branded Dreams                                                                    | Studio Smack                       | Pays-Bas              |
| Corpus                                                                            | Marc Héricher                      | France                |
| Dota                                                                              | Petra Zlonoga                      | Croatie               |
| Jailbreak                                                                         | Aaron Sorenson                     | États-Unis            |
| Le futur sera chauve                                                              | Paul Cabon                         | France                |
| Löss                                                                              | Yi Zhao                            | Pays-Bas              |
| Love                                                                              | Carlos Munita                      | Chili                 |
| Macabre                                                                           | Jerónimo Rocha et João Miguel Real | Portugal              |
| Mr Blue Footed Booby                                                              | Gino Baldeon                       | Équateur              |
| Le Coucher de soleil Mzis chasvla                                                 | Mamuka Tkeshelashvili              | Géorgie               |
| No-Go Zone                                                                        | L'Atelier collectif                | Belgique              |
| Ono                                                                               | Genadzi Buto                       | Biélorussie et Russie |
| Pa Pa Pa                                                                          | Eden Chan                          | Taïwan                |
| Parade                                                                            | Digna Van Der Put                  | Pays-Bas              |
| Perpetuum mobile                                                                  | Piotr Kamler                       | Pologne               |
| Que dia é hoje ?                                                                  | GYPMNCF 24                         | Portugal              |
| Signum                                                                            | Witold Giersz                      | Pologne               |
| Soil Is Alive                                                                     | Beatrice Pucci                     | Italie                |
| Spring Jam                                                                        | Ned Wenlock                        | Nouvelle-Zélande      |
| Tanzonk                                                                           | Sasha Svirsky                      | Russie                |
| The Crossing                                                                      | Marieka Walsh                      | Australie             |
| The Darkest Truth About Love                                                      | Hannah Jacobs et Lara Lee          | Royaume-Uni           |
| The Poem                                                                          | Xi Chen                            | Chine                 |
| Service de livraison des trois petits ninjas Three Little Ninjas Delivery Service | Kim Claeys et Karim Rhellam        | Belgique              |
| Tres moscas a medida                                                              | María Alvarez et Elisa Morais      | Espagne et Lituanie   |
| Essai et Erreur Trial & Error                                                     | Antje Heyn                         | Allemagne             |
| Urbanimatio                                                                       | Hardi Volmer et Urmas Joemees      | Estonie               |

### Films de télévision
| Titre                                     | Épisode                                | Réalisation                          | Pays                                 |
| ----------------------------------------- | -------------------------------------- | ------------------------------------ | ------------------------------------ |
| A Rhino Named Paul                        | Everybody Sleeps                       | Dave Schlafman et Mike Annear        | États-Unis                           |
| Basia                                     | Basia i upal w ZOO                     | Marcin Wasilewski                    | Pologne                              |
| Bob's Burgers                             | Housetrap                              | Bernard Derriman                     | États-Unis                           |
| Candide                                   | Otthon, édes otthon                    | Zsuzsanna Kreif et Olivér Hegyi      | Hongrie                              |
| Dawn of the Croods                        | Night of the Living Croods             | Joshua Taback                        | États-Unis                           |
| F Is for Family                           | Bill Murphy's Day Off                  | Benjamin Marsaud                     | États-Unis                           |
| In I Yana                                 | Zapretnaya yeda                        | Oleg Uzhinov                         | Russie                               |
| La Rentrée des classes                    | La Rentrée des classes                 | Stéphane Aubier et Vincent Patar     | Belgique et France                   |
| Las niñas de la guerra                    | Berenice                               | Jaime César Espinosa Bonilla         | Colombie                             |
| Lastman                                   | T'es un abruti Aldana                  | Jérémie Périn                        | France                               |
| Les Animaux domestiques                   | Le Chien                               | Jean Lecointre                       | France                               |
| Les Hymnes, la véritable histoire         | God Save the Queen                     | Jean-Jacques Lonni et Thierry Czajko | France                               |
| Les Kassos                                | Totogro - Les Teleboubizes             | Alexis Beaumont et Julien Daubas     | France                               |
| Les Mystérieuses Cités d'or               | Le Daimyo Shimazu                      | Jean-Luc François                    | France                               |
| Lili                                      | Lili Loves Food                        | Siri Melchior                        | Danemark et Royaume-Uni              |
| Moonlight Storytime                       | Woolydragon                            | Kristen Lepore et Villamor Cruz, Jr. | États-Unis                           |
| Paper Mates                               | Mistaken Bee-dentity                   | Alexey Mironov                       | Russie                               |
| Playmobil                                 | Pirates - Der Film                     | Regina Welker                        | Allemagne                            |
| Professionnels Professionals              | Charpentier Stoliar                    | Stepan Koval                         | Ukraine                              |
| Journal intime d'adolescents Puberdagboek | Alma Mathijsen                         | Samantha Williams                    | Pays-Bas                             |
| Puerto Papel                              | Amor de papel                          | Alvaro Ceppi et Hugo Covarrubias     | Chili, Brésil, Colombie et Argentine |
| Radiovizija                               | O robovima i robotima                  | Miloš Tomić                          | Serbie                               |
| Regular Show                              | Brilliant Century Duck Crisis Special  | J.G. Quintel                         | États-Unis                           |
| Riki                                      | Felt Pens                              | Marina Moshkova                      | Russie                               |
| Stick Man                                 | Stick Man                              | Jeroen Jaspaert et Daniel Snaddon    | Royaume-Uni                          |
| Super Short Comics                        | Into the Pocket                        | Keisuke Matsumoto                    | Japon                                |
| SuperMansion                              | The Inconceivable Escape of Dr. Devizo | Zeb Wells                            | États-Unis                           |
| Zecchino d'Oro                            | Resterà con te                         | Julia Gromskaya                      | Italie                               |

### Films de commande
| Artiste / Produit / Marque               | Titre                                    | Réalisation | Pays                            |
| ---------------------------------------- | ---------------------------------------- | --- | ------------------------------- |
| A Self Compassion Excercise              | A Self Compassion Excercise              | Joe Bichard | Royaume-Uni                     |
| A. A. World Services, Inc.               | Doors                                    | Buck | États-Unis                      |
| Adult Swim                               | First Dates                              | Simon Wilches-Castro | États-Unis                      |
| American Indian College Fund             | One Percent                              | Chel White | États-Unis                      |
| Amnesty International                    | Change l'histoire Change the Story       | Denis Do | France                          |
| Animanima 2015                           | Le Roi de la forêt Šumski kralj          | Ivan Stojkovic | Serbie                          |
| Awesome Beetle's Colors                  | Awesome Beetle's Colors                  | Indra Sproge | Lettonie                        |
| Banque alimentaire                       | La Migration des dons                    | Nicolas Deveaux | France                          |
| Barriers                                 | Girl Effect                              | Mustashrik Mahbub | Royaume-Uni                     |
| DDWIWDD                                  | Dan Deacon When I Was Done Dying         | Dave Hughes, Jake Fried, Dimitri Stankowicz, Chad VanGaalen, Colin White, Taras Hrabowsky, Anthony Schepperd, Masanobu Hiraoka, Caleb Wood et Koko Freakbean | États-Unis                      |
| De Staat                                 | Witch Door                               | Floris Kaayk et Studio Smack | Pays-Bas                        |
| Eight                                    | Eight                                    | Mehdi Alibeygi | Iran                            |
| EZ3kiel                                  | L'Œil du cyclone                         | Masanobu Hiraoka | France et Japon                 |
| FMX 2016                                 | Jazz Orgie                               | Irina Rubina | Allemagne                       |
| Forest 500                               | Forest 500                               | Moth Collective | Royaume-Uni                     |
| Full ANL                                 | Full ANL                                 | Joe Burrascano | États-Unis                      |
| Good Books                               | We Need to Talk About Alice              | Mariano Farias et Pablo Alfieri | Argentine                       |
| ITFS 2015                                | Fleischwelt                              | Ara Jo | Allemagne                       |
| J'ai fait la Fnac                        | Nekfeu                                   | Hugo Ramirez | France                          |
| James                                    | To My Surprise                           | Kris Merc | Royaume-Uni                     |
| La Pegatina                              | Y Se Fue                                 | Victor Haegelin | France                          |
| Landgrabbing                             | Landgrabbing                             | Lisa Schaffner | Allemagne                       |
| Last Ex                                  | Girl Seizure                             | Gabriel Mangold | États-Unis                      |
| Médecins sans frontières                 | Merci                                    | Guillaume Hoenig | Suisse                          |
| Meteor                                   | Narcose                                  | Martin Sek | France                          |
| NSPCC                                    | Pete's Story                             | Daniel Bruson | Royaume-Uni                     |
| Ogris Debris                             | See the World                            | Markus Wagner et Martin Lorenz | Autriche                        |
| Otto                                     | The Letter                               | Marie Hyon et Marco Spier | Allemagne et États-Unis         |
| Out the Monster                          | Out the Monster                          | Einar Baldvin | États-Unis                      |
| Private Parts                            | Private Parts                            | Anna Ginsburg | Royaume-Uni                     |
| Rajasthan Tourism Logo Reveal            | Rajasthan Tourism Logo Reveal            | Suresh Eriyat | Inde                            |
| Run the Jewels                           | Meowpurrdy                               | Cyriak | États-Unis                      |
| Sasanomaly                               | The Synesthesia Ghost                    | Makino Atsushi | Japon                           |
| Shared Hope                              | Waiting For You to Notice                | Vikkal Parikh | États-Unis                      |
| Slack                                    | Animals                                  | Smith & Foulkes | Royaume-Uni                     |
| Stretching the Boundaries                | Stretching the Boundaries                | Kleopatra Korai | Grèce, Royaume-Uni et Singapour |
| Stromae                                  | Carmen                                   | Sylvain Chomet | Royaume-Uni                     |
| Stromae                                  | Quand c'est ?                            | Xavier Reyé et Luc Junior Tam | Belgique                        |
| Syrie : quand l'eau vint à manquer       | Syrie : quand l'eau vint à manquer       | Joanna Lurie | France                          |
| The A-Z of YouTube                       | The A-Z of YouTube                       | Hoku Uchiyama et Adam Bolt | Royaume-Uni                     |
| The Ethical Dilemma of Self-driving Cars | The Ethical Dilemma of Self-driving Cars | Yukai Du | États-Unis                      |
| The New York Times                       | Modern Loves - A Kiss, Deferred          | Moth Collective | Royaume-Uni                     |
| The Torturous History of the Treadmill   | The Torturous History of the Treadmill   | Yukai Du | États-Unis                      |
| The World of Autism                      | The World of Autism                      | Guilherme Marcondes | Brésil et États-Unis            |
| Triumph                                  | Find the One                             | Tobias Fueter et Mike Huber | Suisse                          |
| UNHCR                                    | Morning Rituals                          | Bruno Simoes | Espagne                         |
| Vitamin X                                | About to Crack                           | Marc-Antoine Deleplanque | Belgique                        |
| Youth Lagoon                             | The Knower                               | Lucas Navarro | France                          |
| YuleLog GIF Sizzle                       | YuleLog GIF Sizzle                       | Pablo Gostanian, Vincent Aricco, John Ewart et Jill Hotchkiss                                                                                                | États-Unis                      |

### Films de fin d'études
- ¡Hola Llamigo! de Charlie Parisi et Christina Chang ( États-Unis)
- 3/4 oz de Pierre Grillère et Romain Peyronnet ( France)
- A Man Called Man de Guy Charnaux ( Canada et  Brésil)
- A nyalintás nesze de Nadja Andrasev ( Hongrie)
- Ama d'Émilie Almaida, Liang Huang, Mansoureh Kamaribidkorpeh, Juliette Peuportier, Julie Robert et Anthony Unser ( France)
- Are We All Zombies? de Deepak Chandramohan et Soham Chakraborty ( Inde)
- Arid de Charl Van Der Merwe ( Afrique du Sud)
- Balkon de David Dell'edera ( Hongrie)
- Belle comme un cœur de Grégory Casares ( Suisse)
- Château de sable de Quentin Deleau, Lucie Foncelle, Maxime Goudal, Julien Paris et Sylvain Robert ( France)
- Crabe Phare de Gaëtan Borde, Benjamin Lebourgeois, Claire Vandermeersh, Alexandre Veaux et Mangjing Yang ( France)
- Depart at 22 de Wiep Teeuwisse ( Pays-Bas)
- El ciento uno de Johanna Huck ( France)
- Eye for an Eye de Steve Bache, Luise Peter et Mahyar Goudarzi ( Allemagne)
- Feed d'Okazaki Eri ( Japon)
- Frankfurter Str. 99a d'Evgenia Gostrer ( Allemagne)
- Ha yan chim muk de Kim Hyo-mi ( Corée du Sud)
- Happy End de Jan Saska ( République tchèque)
- I Felt Like Destroying Something Beautiful de Katrin Jucker ( Suisse)
- In Other Words de Tal Kantor ( Israël)
- Ivan's Need de Veronica L. Montaño, Manuela Leuenberger et Lukas Suter ( Suisse)
- Ja, zwierzę de Michalina Musialik ( Pologne)
- Just a Biopic de Renske Cuijpers ( Pays-Bas)
- Kovbojsko de David Stumpf ( Slovaquie)
- Krkavcí Matka de Noemi Valentíny ( République tchèque)
- Last Judgment de Junyi Xiao ( États-Unis et  Chine)
- Mahonie d'Emily Lefebvre ( Belgique)
- Mazier d'Anja Grosswig ( Allemagne)
- Miel bleu de Constance Joliff, Daphné Durocher et Fanny Lhotellier ( France)
- Moo jeo gaeng de Kim Ji-hyeon ( Corée du Sud)
- Nanimo-minakuteii de Keigo Ito ( Japon)
- Natsu no megami no kuchi no naka de Xinxin Liu ( Japon)
- Nice to Meeteor You de Yizhou Li ( États-Unis)
- Novembre de Marjolaine Perreten ( France)
- Papier d'Arménie d'Ornella Macchia ( Belgique)
- Patterns de Shahar Davis ( Israël)
- Petit Homme de Mathilde Parquet ( France)
- Putain de Cypria Donato ( Belgique et  France)
- Que dalle d'Hugo de Faucompret, Eva Lusbaronian, Caroline Cherrier, Johan Ravit et Arthus Pilorget ( France)
- Red Star's Collapse de Paul Carlier, Adrien DeWitte et Aurélien Oger ( Belgique et  France)
- Report About Death de Kim Jin-a ( Corée du Sud)
- Ruben Leaves de Frederic Siegel ( Suisse)
- Saturday Symphony d'Iris Frankhuizen ( Pays-Bas)
- Shift de Maria Cecilia Puglesi et Yijun Liu ( États-Unis)
- Silence d'Emma Carré ( France)
- So Red an Little Blue de Si Jia Luo ( Chine)
- The Alan Dimension de Jac Clinch ( Royaume-Uni)
- The Short Story of a Fox and a Mouse de Camille Chaix, Hugo Jean, Juliette Jourdan, Marie Pillier et Kévin Roger ( France)
- The Tale About the Poor Ficherman, His Daughter Mashenka, the Ugly Beast, Major Sidorchuk and the Eaten Princess de Marina Verik ( Russie)
- The Wrong End of the Stick de Terri Matthews ( Royaume-Uni)
- Velodrool de Sander Joon ( Estonie)
- Viikset d'Anni Oja ( Finlande)
- What They Believe de Shoko Hara ( Allemagne)
- Wildfire de Hugues Opter, Pierre Pinon, Arnaud Tribout, Valentin Stoll, Shang Zhang et Nicole Stafford ( France)

## Programmes spéciaux

### Animation française: L'Effet miroir
| Titre                                                      | Réalisation | Année                         | Pays                          |
| Les Classiques des classiques                              | Les Classiques des classiques | Les Classiques des classiques | Les Classiques des classiques |
| ---------------------------------------------------------- | --- | ----------------------------- | ----------------------------- |
| Fantasmagorie                                              | Emile Cohl | 1908                          | France                        |
| L'Idée                                                     | Berthold Bartosch | 1931                          | France                        |
| Une nuit sur le mont chauve                                | Alexandre Alexeïeff et Claire Parker | 1933                          | France                        |
| Le Petit Soldat                                            | Paul Grimault | 1947                          | France                        |
| Psychoderche                                               | Monique Renault | 1972                          | France                        |
| Les Trois Inventeurs                                       | Michel Ocelot | 1980                          | France                        |
| Au premier dimanche d'août                                 | Florence Miailhe | 1999                          | France                        |
| Vu de Hollywood                                            | |                               |                               |
| Skhizein                                                   | Jérémy Clapin | 2008                          | France                        |
| Le Silence sous l'écorce                                   | Joanna Lurie | 2009                          | France                        |
| La Révolution des crabes                                   | Arthur de Pins | 2004                          | France                        |
| Overtime                                                   | Oury Atlan, Thibaut Berland et Damien Ferrié | 2004                          | France                        |
| French Roast                                               | Fabrice O. Joubert | 2008                          | France                        |
| En tus brazos                                              | François-Xavier Goby, Édouard Jouret et Matthieu Landour                                                                                        | 2006                          | France                        |
| Madagascar, carnet de voyage                               | Bastien Dubois | 2009                          | France                        |
| Ascension                                                  | Thomas Bourdis, Caroline Domergue, Martin de Coudenhove, Colin Laubry et Florian Vecchione                                                      | 2013                          | France                        |
| Au bout du monde                                           | Konstantin Bronzit | 1998                          | France                        |
| Le Moine et le Poisson                                     | Michaël Dudok De Wit | 1994                          | France                        |
| L'Animation française au XXIe siècle                       | |                               |                               |
| Erè Mèla Mèla                                              | Daniel Wiroth | 2001                          | France et Luxembourg          |
| Flesh                                                      | Édouard Salier | 2005                          | France                        |
| Chroniques de la poisse                                    | Osman Cerfon | 2010                          | France                        |
| Je criais contre la vie. Ou pour elle                      | Vergine Keaton | 2009                          | France                        |
| Brandt Rhapsodie                                           | François Avril, Morrigane Boyer, Thibaud Clergue, Paolo Didier, Ren-Hsien Hsu, Tristan Ménard, Lucas Morandi, William Ohanessian et Lucas Veber | 2011                          | France                        |
| Sillon 672                                                 | Bastien Dupriez | 2014                          | France                        |
| Haircut                                                    | Virginia Mori | 2014                          | France et Italie              |
| Palmipedarium                                              | Jérémy Clapin | 2012                          | France                        |
| Briganti senza leggenda                                    | Gianluigi Toccafondo | 2012                          | France                        |
| Partitions animées                                         | |                               |                               |
| La Demoiselle et le Violoncelliste                         | Jean-François Laguionie | 1964                          | France                        |
| Le Pas                                                     | Piotr Kamler | 1974                          | France                        |
| Harlem nocturne                                            | Pierre Barletta | 1979                          | France                        |
| Gisèle Kérozène                                            | Jan Kounen | 1989                          | France                        |
| Le Moine et le Poisson                                     | Michaël Dudok De Wit | 1994                          | France                        |
| Berni's Doll                                               | Yann Jouette | 2007                          | France                        |
| Rhizome                                                    | Boris Labbé | 2015                          | France                        |
| Les Grands du petit écran                                  | |                               |                               |
| Le Manège enchanté                                         | Serge Danot | 1964                          | France                        |
| Kiri le clown                                              | Jean Image | 1966                          | France                        |
| Les Shadoks - Saison 3, épisode 15                         | Jacques Rouxel | 1974                          | France                        |
| Les Aventures de Gédéon - Sosthène le lapin                | Michel Ocelot | 1975                          | France                        |
| Les Fables géométriques - Le Pot de terre et le Pot de fer | Georges Lacroix et Renato | 1992                          | France                        |
| Lascars - Devine qui vient dîner et Un taxi pour Deauville | Boris Dolivet, Rémi Zaarour et Laurent Nicolas                                                                                                  | 2007                          | France                        |
| Oggy et les Cafards - Première à l'opéra                   | Olivier Jean-Marie | 1999                          | France                        |
| Hôpital Hilltop - Coup de cœur à Hilltop                   | Pascal le Nôtre | 1999                          | France et Royaume-Uni         |
| Minuscule - Pique-nique                                    | Thomas Szabo | 2006                          | France                        |
| Les Grandes Grandes Vacances - L'Exode                     | Paul Leluc | 2015                          | France                        |
| Spéciaux                                                   | |                               |                               |
| Houdini                                                    | Cédric Babouche | 2014                          | France                        |
| Verte                                                      | Serge Élissalde | 2002                          | France                        |
| Le Rythme, le Chaos et l'Univers                           | |                               |                               |
| Trois quatre                                               | Jean-Patrice Blanc | 2009                          | France                        |
| Exland                                                     | Mihai Grecu et Thibault Gleize | 2013                          | France                        |
| Cosmog                                                     | Cindy Lo | 2013                          | France                        |
| Je pars - HNN                                              | Hugo Arcier | 2014                          | France                        |
| Mrdrchain                                                  | Ondrej Svadlena | 2010                          | France et République tchèque  |
| No Brain - Étienne de Crécy                                | Fleur & Manu | 2011                          | France                        |
| Une seconde par jour                                       | Richard Negre | 2011                          | France                        |
| Under Twilight                                             | Jean-Gabriel Périot | 2006                          | France                        |
| Sillon 672                                                 | Bastien Dupriez | 2014                          | France                        |
| Le Postulat d'Euclide                                      | Augustin Gimel | 2004                          | France                        |
| Empire                                                     | Édouard Salier | 2005                          | France                        |
| Planet Z                                                   | Momoko Seto | 2011                          | France                        |
| Baby I'm Yours - Breakbot                                  | Irina Dakeva et Matthieu Poirier | 2010                          | France                        |
| Une histoire inattendue de l'animation française           | |                               |                               |
| Le Mobilier fidèle                                         | Émile Cohl | 1910                          | France                        |
| Publicité Michelin : Empreintes                            | Jean Mineur | 1960                          | France                        |
| Allegro ma troppo                                          | Paul de Roubaix | 1962                          | France                        |
| Michelin X                                                 | Étienne Raïk et Jean-Pierre Rhein | 1960                          | France                        |
| Youki                                                      | Peter Foldes | 2009                          | France                        |
| Renaissance                                                | Walerian Borowczyk | 1963                          | France                        |
| Surprise Boogie                                            | Albert Pierru | 1957                          | France                        |
| Le Fantôme de l'infirmière                                 | Michel Longuet | 1976                          | France                        |
| Symphonie printanière                                      | Henry Valensi | 1934                          | France                        |
| L'Enfant invisible                                         | |                               |                               |
| L'Enfant invisible                                         | André Lindon | 1984                          | France                        |
| Tout pour la famille                                       | |                               |                               |
| Une histoire vertébrale                                    | Jérémy Clapin | 2004                          | France                        |
| Cul de bouteille                                           | Jean-Claude Rozec | 2010                          | France                        |
| Mon petit frère de la Lune                                 | Frédéric Philibert | 2007                          | France                        |
| De Zwemles                                                 | Danny de Vent | 2008                          | France et Belgique            |
| Le Cirque bonheur - L'Éléphant et la Baleine               | Jacques-Rémy Girerd | 1986                          | France                        |
| Le Wall                                                    | Jean-Loup Felicioli | 1992                          | France                        |
| L'Enfant sans bouche                                       | Pierre-Luc Granjon | 2004                          | France                        |
| 5 mètres 80                                                | Nicolas Deveaux | 2012                          | France                        |
| Mr Hublot                                                  | Laurent Witz et Alexandre Espigares | 2013                          | France et Luxembourg          |
| La Petite Casserole d'Anatole                              | Éric Montchaud | 2014                          | France                        |
| 2016, année faste                                          | |                               |                               |
| 9, chemin des Gauchoirs                                    | Lyonel Charmette | 2015                          | France                        |
| Les Demoiselles d'Ovalie                                   | Laurent Kircher | 2015                          | France                        |
| 14                                                         | Amélie Graffet, Charlotte Da-Ros, Roxane Martinez, Juliette Coutellier, Cyril Flous et David Jurine                                             | 2015                          | France                        |
| Le Premier qui vit un chameau                              | Jean-Baptiste Peltier | 2015                          | France                        |
| Le Renard minuscule                                        | Aline Quertain et Sylwia Skiladz | 2015                          | France et Suisse              |
| Rêve d'enfant                                              | Christophe Gérard | 2015                          | France                        |
| Mishimasaiko                                               | Aude Danset | 2016                          | France                        |
| Holding Up - Jabberwocky                                   | Ugo Bienvenu | 2015                          | France                        |
| Le Rêveur éveillé                                          | |                               |                               |
| Le Rêveur éveillé                                          | Jean-Paul Mathelier | 2015                          | France                        |
| La Traversée de l'Atlantique à la rame                     | Jean-François Laguionie | 1978                          | France                        |

### LeXXIesièclede l'animation coréenne
| Titre                         | Réalisation                   | Année                         | Pays                          |
| Les Classiques des classiques | Les Classiques des classiques | Les Classiques des classiques | Les Classiques des classiques |
| ----------------------------- | ----------------------------- | ----------------------------- | ----------------------------- |
| Black Dog                     | Son Dong-rack                 | 2007                          | Corée du Sud                  |
| Eden                          | Kim Hye-won                   | 2008                          | Corée du Sud                  |
| Serenade                      | Lee Hanbit                    | 2010                          | Corée du Sud                  |
| Dust Kid                      | Joung Yu-mi                   | 2009                          | Corée du Sud                  |
| The Wonder Hospital           | Shim Beomsik Shimbe           | 2010                          | Corée du Sud                  |
| Viewpoint                     | Hywangbo Sae-byul             | 2011                          | Corée du Sud                  |
| SimGyeong                     | Kim Seung-hee                 | 2014                          | Corée du Sud                  |
| Crack                         | Ahn Yong-hae                  | 2014                          | Corée du Sud                  |
| One Plus One                  | Huh Su-young                  | 2015                          | Corée du Sud                  |
| Deer Flower                   | Kim Kangmin                   | 2015                          | Corée du Sud et États-Unis    |

## Palmarès

### Courts métrages
| Prix                                        | Attribué à                                                                  | Pays             |
| ------------------------------------------- | --------------------------------------------------------------------------- | ---------------- |
| Cristal d'Annecy                            | Une tête disparaît de Franck Dion                                           | France, Canada   |
| Prix spécial du jury                        | Vaysha, l'aveugle de Theodore Ushev                                         | Canada           |
| Prix Jean-Luc Xiberras de la première œuvre | An Ordinary Blue Monday ('n Gewone blou Maandagoggend) de Naomi van Niekerk | Afrique du Sud   |
| Prix Sacem de la musique originale          | Beast! de Pieter Coudyzer                                                   | Belgique         |
| Prix du jury junior                         | Vaysha, l'aveugle de Theodore Ushev                                         | Canada           |
| Mention spéciale                            | Moms on Fire de Joanna Rytel                                                | Suède            |
| Mention spéciale                            | The Reflection of Power de Mihai Grecu                                      | France, Roumanie |
| Prix du public                              | Peripheria de David Coquard-Dassault                                        | France           |
| Prix du film Off-Limits                     | 4 minutes 15 au révélateur de Moïa Jobin-Paré                               | Canada           |

### Longs métrages
| Prix                    | Attribué à                                        | Pays           |
| ----------------------- | ------------------------------------------------- | -------------- |
| Cristal du long métrage | Ma vie de Courgette de Claude Barras              | France, Suisse |
| Prix du jury            | La Jeune Fille sans mains de Sébastien Laudenbach | France         |
| Prix du public          | Ma vie de Courgette de Claude Barras              | France, Suisse |

### Films de télévision et de commande
| Prix                                  | Attribué à                                                            | Pays                  |
| ------------------------------------- | --------------------------------------------------------------------- | --------------------- |
| Cristal pour une production TV        | Stick Man de Jeroen Jaspaert et Daniel Snaddon                        | Royaume-Uni           |
| Cristal pour un film de commande      | The New York Times, Modern Love - A Kiss, Deferred de Moth Collective | Royaume-Uni           |
| Prix du jury pour une série TV        | Lili, Lili Loves Food de Siri Melchior                                | Danemark, Royaume-Uni |
| Prix pour un spécial TV               | La Rentrée des classes de Stéphane Aubier et Vincent Patar            | France, Belgique      |
| Prix du jury pour un film de commande | Awesome Beetle's Colors d'Indra Sproge                                | Lettonie              |

### Films de fin d'études
| Prix                            | Attribué à                             | Pays        |
| ------------------------------- | -------------------------------------- | ----------- |
| Cristal du film de fin d'études | Depart at 22 de Wiep Teeuwisse         | Pays-Bas    |
| Prix du jury                    | Le Balcon de David Dell'Edera          | Hongrie     |
| Mention spéciale                | Frankfurter Str. 99a' d'Evgenia Goster | Allemagne   |
| Prix du jury junior             | The Alan Dimension de Jac Clinch       | Royaume-Uni |

### Autres prix
| Prix                                                            | Attribué à                                          | Pays               |
| --------------------------------------------------------------- | --------------------------------------------------- | ------------------ |
| Prix Fipresci                                                   | How Long, Not Long de Michelle Kranot et Uri Kranot | Danemark           |
| Prix Canal+ aide à la création                                  | 3/4 oz de Pierre Grillère et Romain Peyronnet       | France             |
| Prix André Martin pour un court métrage français                | Peripheria de David Coquard-Dassault                | France             |
| Prix André Martin pour un long métrage français                 | Adama de Simon Rouby                                | France             |
| Prix Aide Fondation Gan à la diffusion pour un Work in Progress | Croc-Blanc d'Alexandre Espigares                    | France, Luxembourg |
| Prix Festivals Connexion                                        | Decorado d'Alberto Vázquez                          | France, Espagne    |